# Verkhniy Ufaley
Huyện Verkhniy Ufaley (tiếng Nga: ? райо́н) là một huyện hành chính tự quản (raion), của Tỉnh Chelyabinsk, Nga. Huyện có diện tích 1605 km², dân số thời điểm ngày 1 tháng 1 năm 2000 là 36500 người. Trung tâm của huyện đóng ở Verkhniy Ufaley.